# Rifugio Alpe di Tires
Il rifugio Alpe di Tires (in tedesco Schutzhaus Tierser Alpl) è un rifugio alpino collocato nel comune di Tires. Si trova ai piedi dei Denti di Terrarossa (Rosszähne), nel gruppo montuoso del Catinaccio, sito a cavallo tra la val di Fassa e la val di Tires nel Parco naturale dello Sciliar.

## Storia
Il rifugio venne edificato nel dopoguerra, quando la fame e la povertà costrinse la maggior parte della popolazione locale ad emigrare. Maximilian Aichner di Tires, per evitare questo destino, decise di riprendere l'idea del fratello, il quale intendeva costruire un rifugio sotto i Denti di Terrarossa, proprio ai piedi dell'alpe di Tires. Fu così che Max, ancora ragazzo, scalò il versante settentrionale del Catinaccio d' Antermoia raggiungendo il passo Tires, dove dal 1957 incominciò a costruire. Per 5 anni portò i materiali a mano dalla Val Ciamin.
Solamente nel 1963 poté inaugurare il rifugio. Da allora l'edificio subì molte trasformazioni, subendo ampliamenti per permettere agli alpinisti di sostare durante la notte. Intanto, Max Aichner non aveva ancora terminato la sua opera. In poco tempo tutt'attorno creò due vie ferrate: la ferrata Maximilian e la ferrata Laurenzi (in onore della moglie Laura) per valorizzare le montagne che aveva sempre amato.
Il rifugio è da vent'anni gestito dai figli di Maximilian.

## Caratteristiche e informazioni
Il rifugio si trova all'estremità settentrionale del Catinaccio d'Antermoia, a cavallo tra i bacini idrici della val di Fassa e della val d'Ega.
Il rifugio rimane aperto da maggio per tutta la stagione estiva, prolungandosi fino alla metà di ottobre. È possibile per tutto questo periodo pernottare su letti in camere da 2, 4 e 6 persone e su cuccette in camere da 8 o più persone. Il rifugio ha 30 letti in camere e 50 cuccette con docce.
Nella stagione invernale è disponibile un piccolo locale con due posti letto e alcune coperte.

## Accessi
Il rifugio è raggiungibile da diversi punti:
- dall'Alpe di Siusi, località Compatsch/Compaccio (1.844 m) attraverso il sentiero n. 2, in 2,5 ore;
- da Tires, località Tschamin, in 3,5 ore attraverso la valle di Tschamin (Tschamintal) e il Buco dell'Orso (Bärenloch);
- da Campitello in val di Fassa, in 3 ore lungo la val Duron.

## Traversate
Dal rifugio è possibile effettuare alcune escursioni ai vicini rifugi:
- via ferrata Maximilian, che parte proprio dietro il rifugio e con un giro circolare di 3 ore riporta al rifugio;
- via ferrata Laurenzi, che dal rifugio porta al rifugio Antermoia (2.496 m);
- il rifugio Bolzano (2.450 m);